# Тайрос-3
Тайрос-3 (англ. TIROS 3, Television and InfraRed Observation Satellite — укр. Супутник телевізійного й інфрачервоного спостереження), інші назви Тайрос-Сі (англ. TIROS-C), Ей-3 (англ. A-3, Applications — укр. Застосування) — американський метеорологічний супутник.
Супутник випробовував експериментальну телевізійну техніку й інфрачервоні пристрої.

## Опис
Апарат був призмою з вісімнадцятикутною основою з алюмінієвого сплаву і неіржавної сталі діаметром 107 см, висотою 48 см, масою 130 кг. На зміцнені нижній основі розташовувалась більшість систем. Нагорі розташовувалась антена для прийому наземних команд. У нижній частині діагонально відносно основи розташовувались чотири дипольні антени для передачі телеметрії на частоті 235 МГц. Згори і з боків апарат був вкритий 9200 сонячними елементами розміром 1×2 см, що використовувались для заряджання 21 нікель-кадмієвої батареї. Навколо нижньої основи було змонтовано п'ять діаметрально опозитних пар невеликих твердопаливних двигунів для підтримки швидкості обертання 8—12 обертів на хвилину, що стабілізувало апарат в польоті. Вісь обертання була зорієнтована з точністю 1—2 градуси завдяки використанню магнітного контролю висоти, для чого було використано 250 витків дроту навколо зовнішньої поверхні апарата. Взаємодія між індукцією магнітного поля супутника і магнітного поля Землі створювала необхідний момент сили для орієнтації.
Супутник мав дві телевізійні камери з відиконами діаметром 1,27 см, широкого і вузького кутів огляду, для фіксації зображень хмарного покриву Землі. Зображення в зонах прийому передавались на приймальні наземні станції, під час несприятливої погоди і поза станціями дані записувались на бортовий плівковий магнітофон для передачі згодом. Додатково апарат мав п'ятиканальний сканувальний інфрачервоний радіометр із середньою роздільною здатністю, всеспрямований радіометр і двоканальний радіометр з низькою роздільною здатністю для вимірювання випромінювання Землі й атмосфери.
Система керування польотом стежила за збільшення ефективності роботи сонячних елементів і телевізійних камер, а також захищала п'ятиканальний інфрачервоний радіометр від тривалого перебування під прямими сонячними променями.

## Політ
12 липня 1961 року о 10:25:06 UTC ракетою-носієм Тор-Дельта/Дельта з космодрому Мис Канаверал відбувся запуск апарата Тайрос-3.
У серпні 1961 року почалось погіршення роботи сканувального радіометра, після чого він працював з перервами, а 23 січня 1962 року був відключений. 28 лютого 1962 року супутник було відключено. Апарат передав 35 033 зображень хмар. Супутник досі перебуває на орбіті.